# Horsens
Horsens es una ciudad danesa en la zona este de Jutlandia. Es la capital del municipio de Horsens. Tiene 54.450 habitantes en 2012. 
El municipio también forma parte del área metropolitana de Jutlandia oriental, la cual posee 1,2 millones de habitantes.

## Geografía
Horsens se encuentra situada en el extremo interior del fiordo de Horsens en la zona oriental de Jutlandia. La ciudad está rodeada por un paisaje típico de morrenas con colinas de baja altura y valles creados por los glaciares durante las últimas eras glaciares. Se encuentra a unos 50 km al sur de Aarhus y a 30 km al norte de Vejle, lo que es a unos 200 km aproximadamente de Copenhague.

## Historia
Se cree que el nombre Horsens proviene de las palabras en danés antiguo hors (caballo) y næs (territorio). La designación de Horsenes se utilizó a partir del siglo XII.
Los restos más antiguos de un asentamiento son un sitio de enterramiento pagano que se remonta al siglo X. Durante el siglo XII los reyes Svend III y Valdemar I acuñaron monedas en la ciudad. Hacia el año 1200 la ciudad obtuvo su propio código legal.
Las excavaciones han permitido determinar que la ciudad se expandió hacia el año 1300 con un foso que rodeaba la ciudad y su puerto. En la Edad Media la ciudad contaba con una iglesia parroquial —hoy desaparecida—, una capilla real dedicada a Santiago Apóstol —actual iglesia del Salvador—, un monasterio franciscano, y un hospital (Helligåndshuset, "casa del Espíritu Santo") y un leprosario (Skt. Jørgensgården, "casa de San Jorge"), estos últimos dos operados por la Orden de San Juan en las afueras de la ciudad. En 1313 el rey Erico VI construyó un castillo al oeste de la ciudad, llamado Bygholm. El castillo sería la residencia de un señor feudal, pero eventualmente se deterioró y fue desmantelado. En su lugar se encuentra actualmente una mansión.
El siglo XVI fue una buena época para la ciudad, que creció fuera de las murallas medievales. No obstante, desde mediados del siglo XVI, la crisis que experimentó el país durante las guerras contra Suecia afectó duramente a Horsens. Su economía entró en recesión, el puerto se deterioró, y proliferó el comercio ilegal. Hasta finales del siglo XVIII la ciudad comenzó a recuperarse, cuando mejoró la infraestructura y se establecieron algunas fábricas.
Entre 1780 y 1808 hubo en Horsens una corte rusa. Los príncipes Catalina, Isabel, Pedro y Alejo de Rusia, hermanos del depuesto zar Iván VI, se establecieron en Horsens tras haber permanecido 35 años cautivos en Rusia. El exilio de los príncipes fue un acuerdo entre la zarina Catalina II —su rival, pero quien ya no los veía como un peligro a sus intereses—, la reina viuda Juliana María de Brunswick-Wolfenbüttel —tía paterna de los príncipes— y el ministro Ove Høegh-Guldberg.
A principios del siglo XIX comenzó el período de industrialización y la población aumentó de forma considerable cuando mucha gente se desplazó desde la campiña a la ciudad para trabajar en las fábricas. Se inauguró la primera fundición de hierro danesa en las afueras de Copenhague, como también fábricas textiles y de procesamiento de tabaco. En 1868 Horsens quedó conectada a la línea de ferrocarril de Jutlandia. La población aumentó 10 veces de 1830 a 1900, alcanzando la cifra de 22.000 habitantes, con lo que se convirtió en la quinta ciudad más poblada de Dinamarca.
El crecimiento urbano continuó durante el siglo XX, a excepción de un pequeño retroceso en los años 1980. En este siglo se modernizaron las instalaciones del puerto, que es un centro importante en la importación de madera de Suecia y Finlandia. Horsens ha sido una ciudad industrializada y de comercio a gran escala, y en la década de 1960 la ciudad era uno de los principales centros de la industria alimentaria. Sin embargo, Horsens se ha visto siempre en competencia con la vecina Aarhus, resultando opacada frente a esta gran ciudad. En 2005 se inauguró un rastro de grandes dimensiones. El sector servicios, que en 2002 empleó al 49% de la fuerza de trabajo, ha crecido en los últimos años, e incluye hospitales y varias instituciones educativas.

## Economía
Actualmente la ciudad atraviesa un período de crecimiento y desarrollo de la mano del establecimiento de nuevas industrias en Horsens, y la expansión de actividades existentes. Aquí se han asentado un número importante de compañías de la industria electrónica y gráfica. En Horsens se encuentra el único museo industrial de Dinamarca. En la ciudad también tiene su sede el VIA University College.

## Cultura
Uno de los mayores eventos culturales de Dinamarca es el Festival anual medieval que se realiza el último viernes y sábado de agosto. El centro antiguo de Horsens se transforma en el mercado medieval más grande del norte de Europa, incluyendo actividades y juegos para todas las edades, las familias y los niños.

## Educación
La institución educativa más grande es el Horsens VIA University College que está ofreciendo una amplia gama de enseñanzas en su mayoría técnicos.

## Prisión
De 1853 a 2006, la ciudad albergó la prisión de Horsens Statsfængsel, cuyos presos cumplían condenas largas. Un preso famoso incluyó al exministro de Justicia Peter Adler Alberti. 
La última ejecución en Dinamarca ocurrió en la cárcel en 1892, cuando Jen Nielsen fue decapitado en el patio. 
Carl August Lorentzen se hizo famoso por su fuga de la cárcel en 1950, cuando cavó un túnel desde su celda y escapó de la prisión. Cuando los guardias descubrieron que no estaba, encontraron una nota es su celda con las palabras "donde hay una voluntad hay un camino". Lorentzen fue capturado a los pocos días en una granja cercana. 
Pero el viejo y descuidado edificio no era apto para una prisión moderna. En 2006 la prisión se cerró y se abrió la prisión de Jutlandia de nueva construcción. La nueva prisión se sitúa también cerca de Horsens.
Desde su cierre, se utiliza para conciertos. Fue considerado como el lugar de celebración del Festival de Eurovisión 2014, junto con otras dos ciudades en Dinamarca.

## Residentes notables
- Bodil Kjær (1932-vivo), arquitecto y diseñador de muebles
- Poul Borum (1934-1996) nació y se crio en Horsens.
- Vitus Bering (1681-1741), marino y explorador, nacido en Horsens.

## Hermanamientos
Horsens tiene un acuerdo de hermanamiento con las siguientes localidades nórdicas:
- Blönduós, Islandia
- Karlstad, Suecia
- Moss, Noruega
- Nokia, Finlandia